# Erigonoploides
Erigonoploides cardiratus es una especie de araña araneomorfa de la familia Linyphiidae. Es el único miembro del género monotípico Erigonoploides.

## Distribución
Se encuentra en la Rusia asiática.